# Rangers de Drummondville
Die Rangers de Drummondville waren eine kanadische Eishockeymannschaft aus Drummondville, Québec. Das Team spielte von 1969 bis 1974 in einer der drei höchsten kanadischen Junioren-Eishockeyligen, der Québec Major Junior Hockey League (QMJHL).

## Geschichte
Die Rangers de Drummondville wurden 1969 als Franchise der Québec Major Junior Hockey League gegründet, womit sie eines der Gründungsmitglieder der Liga waren. Die Mannschaft diente als Farmteam der New York Rangers aus der National Hockey League, an deren Namen und Logo sich Drummondville orientierte. Der größte Erfolg des Teams war das Erreichen der zweiten Runde in den Playoffs um die Coupe du Président in der Saison 1971/72, in der es nach einem 8:2-Erfolg über die Ducs de Trois-Rivières mit einer 0:8-Niederlage an den Remparts de Québec deutlich scheiterte.
Im Anschluss an die Saison 1973/74 wurde das Franchise nach nur fünf Jahren bereits wieder aufgelöst. Die Lücke, die die Rangers in der Stadt hinterließen, wurde 1982 von den Voltigeurs de Drummondville gefüllt, die seither am Spielbetrieb der QMJHL teilnehmen.       

## Saisonstatistik
Abkürzungen: GP = Spiele, W = Siege, L = Niederlagen, T = Unentschieden, OTL = Niederlagen nach Overtime SOL = Niederlagen nach Shootout, Pts = Punkte, GF = Erzielte Tore, GA = Gegentore, PIM = Strafminuten
| Saison  | GP | W  | L  | T | OTL | SOL | Pts | GF  | GA  | Platz     | Playoffs                        |
| 1969–70 | 56 | 35 | 20 | 1 | —   | —   | 71  | 309 | 254 | 3., East  | Niederlage in der ersten Runde  |
| 1970–71 | 62 | 24 | 35 | 3 | —   | —   | 51  | 272 | 310 | 8., QMJHL | Niederlage in der ersten Runde  |
| 1971–72 | 62 | 42 | 18 | 2 | —   | —   | 86  | 304 | 239 | 2., QMJHL | Niederlage in der zweiten Runde |
| 1972–73 | 64 | 14 | 49 | 1 | —   | —   | 29  | 292 | 474 | 9., QMJHL | nicht qualifiziert              |
| 1973–74 | 70 | 23 | 46 | 1 | —   | —   | 47  | 286 | 424 | 5., West  | nicht qualifiziert              |

## Ehemalige Spieler
Folgende Spieler, die für die Rangers de Drummondville aktiv waren, spielten im Laufe ihrer Karriere in der National Hockey League: 
| - Michel Archambault - Alain Belanger - Michel Belhumeur - Marcel Dionne | - Jean Hamel - Pierre Hamel - Gord Haworth | - Yvon Lambert - Claude Larose - Kevin Morrison | - Michel Parizeau - Pierre Plante - Michel Plasse |

## Team-Rekorde

### Karriererekorde
Spiele: 232  Denis Patry
Tore: 153  Denis Patry
Assists: 161  Denis Patry
Punkte: 314   Denis Patry
Strafminuten: 437  Pierre Plante